# Churchill Crocodile
De Churchill Mk-VIII "Crocodile" was een Britse tank uit de Tweede Wereldoorlog die gebruikt werd tijdens de landing in Normandië op 6 juni 1944. Deze tank had een aanhangwagen met brandstof voor de vlammenwerper.

## Beschrijving
De 'Crocodile' was een vlammenwerper-conversie van de Churchill Mark VII. Samengeperst stikstofgas stuwde de brandstof uit de aanhangwagen naar de vlammenwerper die was gemonteerd op de plaats waar normaal de mitrailleur zat. Deze spoot een straal brandende vloeistof tot bijna 120 meter ver.
De hoofdbewapening bestond uit een 75-mm kanon en de bemanning bedroeg vijf man. De tank haalde een snelheid van ongeveer 20 km/u met een actieradius van 200 km. Het gewicht bedroeg 40 ton; de aanhangwagen had een voorraad van 1.800 liter brandstof.

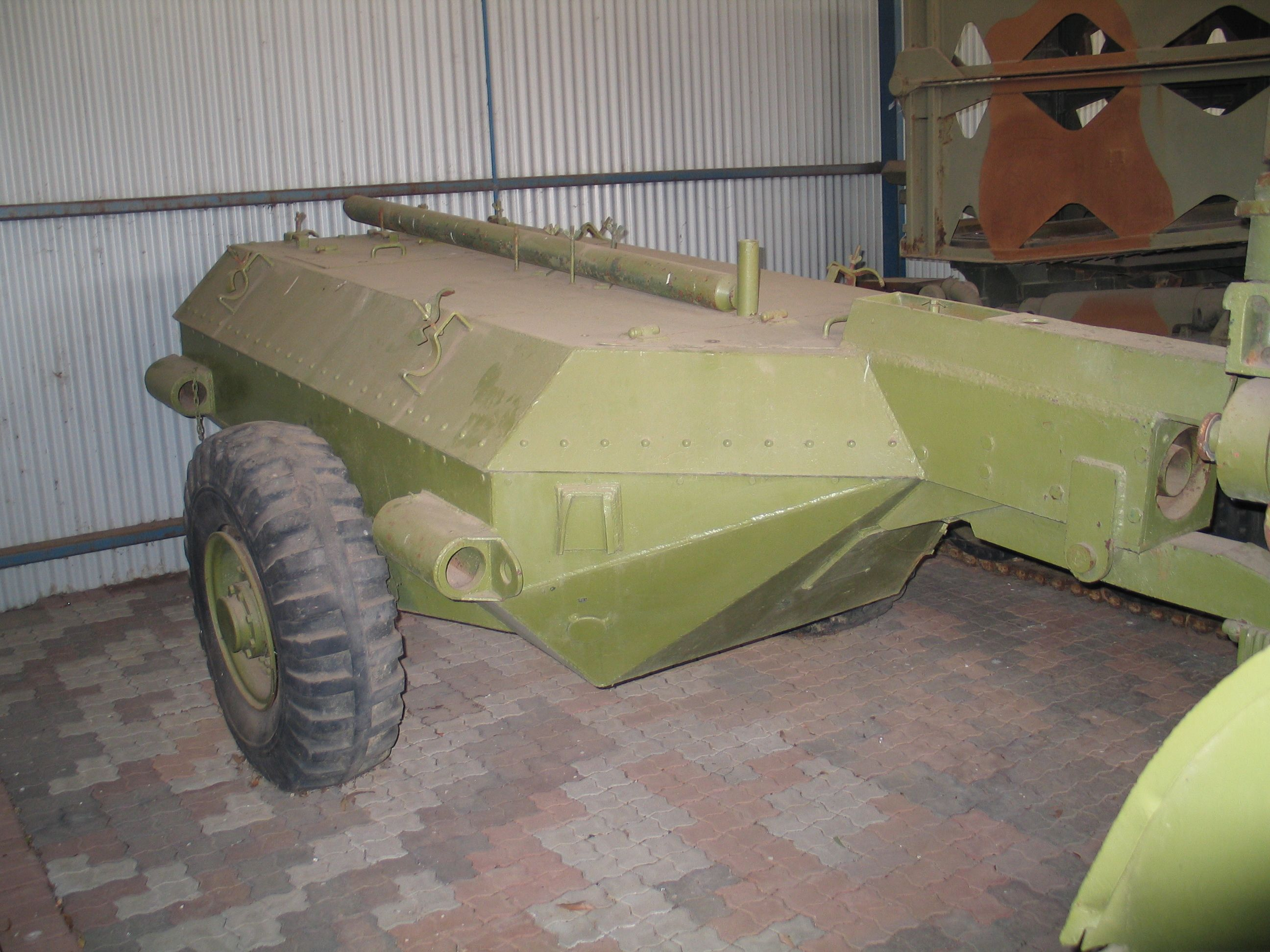
De aanhangwagen met een capaciteit van 1.800 liter brandstof voor de Churchill Mk-VIII

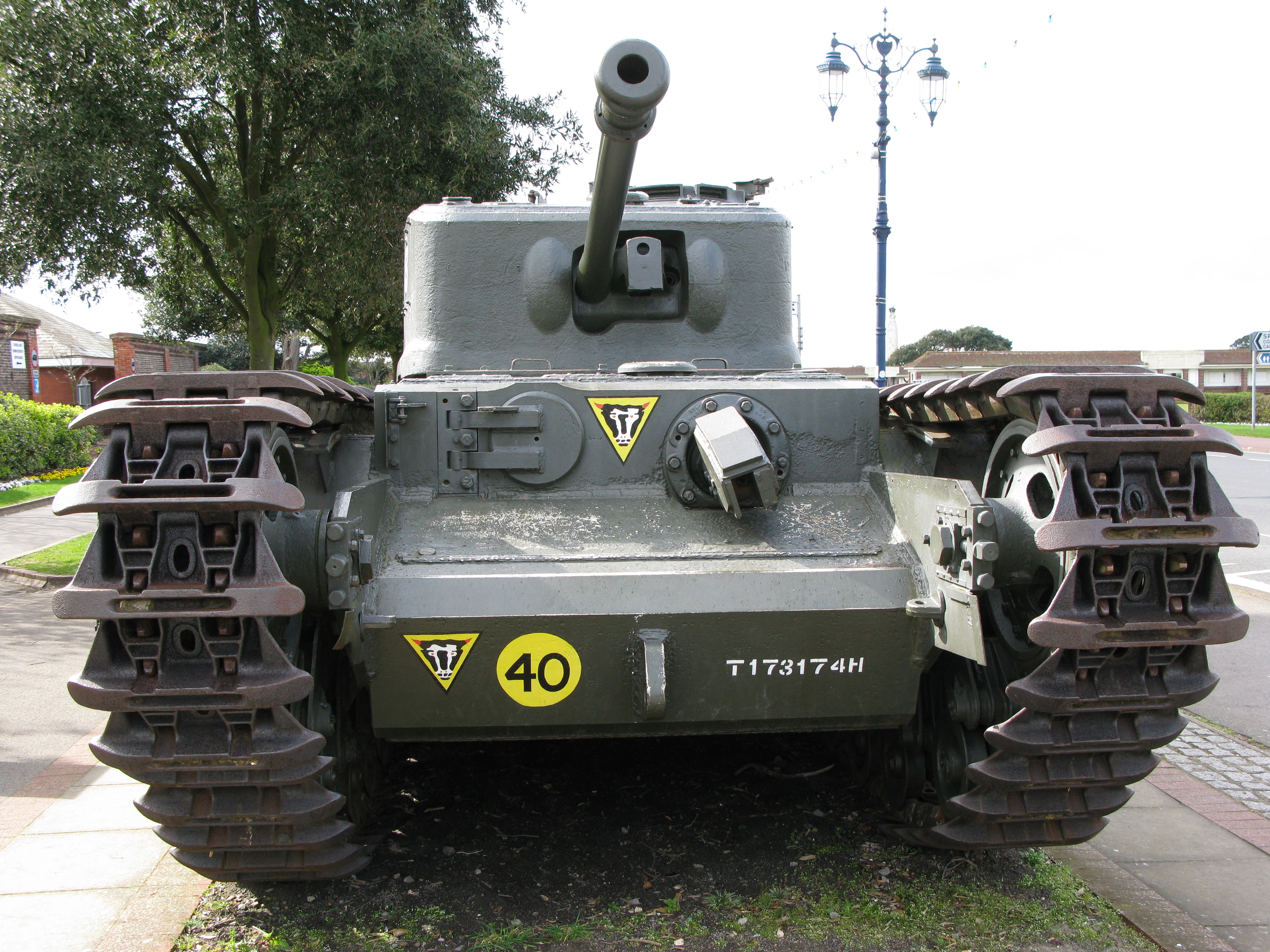
Churchill Mk-VIII in het museum

## In de strijd
De vijand werden met vuur bestreden door brandende vloeistof in bunkers, huizen of holen te spuiten. De Crocodile werd onder andere ingezet in Normandië, bij de Slag om Brest, tijdens Operatie Clipper en bij de aanval op 's-Hertogenbosch in oktober 1944.